# Catumiri petropolium
Catumiri petropolium là một loài nhện trong họ Theraphosidae.
Loài này thuộc chi Catumiri. Catumiri petropolium được miêu tả năm 2004 bởi Guadanucci.